# Pingfangzi
Pingfangzi (kinesiska: 平方子乡, 平方子) är en socken i Kina. Den ligger i provinsen Hebei, i den norra delen av landet, omkring 250 kilometer öster om huvudstaden Peking. Antalet invånare är 9 826. Befolkningen består av 4 715 kvinnor och 5 111 män. Barn under 15 år utgör 17,0 %, vuxna 15-64 år 71 %, och äldre över 65 år 10,0 %.
Genomsnittlig årsnederbörd är 907 millimeter. Den regnigaste månaden är juli, med i genomsnitt 230 mm nederbörd, och den torraste är januari, med 2 mm nederbörd.